# Назаров, Шамси
Шамси Назаров (1921 — 1994) — советский хозяйственный, государственный и политический деятель, Герой Социалистического Труда.

## Биография
Родился в 1921 году в Пахтачийском районе. Член КПСС с 1947 года.
С 1940 года — на хозяйственной, общественной и политической работе. В 1940—1985 гг. — завуч школы, председатель колхоза им. Крупской, председатель колхоза «Коммунизм» Пахтачийского района Самаркандской области.
Указом Президиума Верховного Совета СССР от 6 марта 1980 года присвоено звание Героя Социалистического Труда с вручением ордена Ленина и золотой медали «Серп и Молот».
Избирался депутатом Верховного Совета Узбекской ССР 8-го, 9-го и 10-го созывов. 
Умер в 1994 году от инфаркта. Похоронен на кладбище «Корахон».